# جوكس أزورمندي
جوكس أزورمندي أوتايغي (من مواليد 19 مارس عام 1941)، كاتب وفيلسوف وكاتب مقالات وشاعر من إقليم الباسك. نشر العديد من المقالات والكتب حول الأخلاق والسياسة وفلسفة اللغة والأسلوب والأدب الباسكي والفلسفة بشكل عام.
وهو عضو في مجلة «جاكين»، ومدير «جاكين إراكورغايك»، وهي دار نشر قامت بنشر أكثر من 40 كتابًا خلال فترة إدارته. وتعاون أيضًا مع دار «كلاسيكواك» للنشر في ترجمة لغة الباسك للعديد من الأعمال الفلسفية وكان أحد مؤسسي «أداكو أوسكال يونيبيرتسيتاتي» (جامعة الباسك الصيفية). عمل أستاذًا للفلسفة الحديثة وجاضر في جامعة أوسكال هيريكو يونيبيرتسيتاتي (جامعة إقليم الباسك). في عام 2010، حاز على لقب «الأكاديمي الفخري» من قبل «يوسكالتزينديا» (أكاديمية اللغة في إقليم الباسك).
يُعتبر أزورمندي إنسانًا مثقفًا يهتم بدراسة المشكلة أكثر من حلّها. تشمل مقالات أزورميندي الموضوعات الأوروبية الحديثة بعمق ومعرفة كبيرين. وقد اقتبس من فلسفة وتفكير المُفكرين الأوروبيين، وخاصة الألمان منهم. وغالبا ما يتبنّى لهجة جدليّة عنيفة.
يعتبر جوكس أزورميندي، في نظر الكثيرين، واحدًا من أكثر المفكرين المُنتجين وواسعي المعرفة في إقليم الباسك.

## حياته
درس جوكس أزورميندي علم الفلسفة واللاهوت في جامعة إقليم الباسك وروما ومونستر.
في بداية الستينيات من القرن الماضي، انضّم أزورميندي إلى الحركة الثقافية التي نشأت حول مجلة جاكين، وكان في الواقع مدير النشر عندما حُظر نشر الكتب لأول مرة على يد نظام فرانكو. وقد تعاون إلى حدّ كبير ودون انقطاع مع المجلة منذ استعادتها. أثار في ذلك المنشور المشاكل التي يواجهها مجتمع الباسك في سياق المفكرين الأوروبيين. خلال بداية فترة السبعينيات من القرن العشرين، صبّ اهتمامه على نشر الأدب الأساسي بلغة الباسك والذي تناول الموضوعات التي اعتُبرت موضع نقاش ساخن في ذلك الوقت في إقليم الباسك: القومية والاشتراكية والعالمية وغيرها. في فترة الثمانينيات، بدأ مهنة التدريس في جامعة الباسك، وفي عام 1984 قدّم أطروحته عن خوسيه ماريا أريزمندياريريتا، مؤسس حركة موندراغون التعاونية، التي ناقش من خلالها مشروع أريزمنديرييتا الهادف إلى توحيد الأفراد والمجتمع ضمن إطار منظمة تجمع بين الاشتراكية وتيار الشخصانية الفرنسي.
في عام 1992، نشر كتابه «الإسبانيون والباسكيون» (بالباسكية: Espainolak eta euskaldunak)، الذي أصبح فيما بعد عمله الأكثر شهرةً. جاء هذا العمل، الذي نشرته دار إلكار، ردًا على نص سانشيز ألبورنوز الذي ادعى فيه أن «الباسكيون هم آخر الشعوب التي من يمكن لها الاستقرار في إسبانيا؛ إذ أنهم يحتاجوا ألف عام للحاق بركب حضارات الشعوب الأخرى... إنهم شعوب أشداء وبسطاء يعتبرون أنفسهم أبناء الله وورثة عظمته، لكنهم في الحقيقة ليسوا أكثر من إسبان لارومانيين.»
في بداية الألفية الثانية، وبالرغم من ذلك، وصل عمل أزورمندي إلى ذروته. خلال السنوات الأولى من القرن الحادي والعشرين، نشر ثلاثية شكّلت من قِبَل «اسباينارين اريماز» (عن روح إسبانيا) (في عام 2006، دارالكار للنشر) في هومبولت. «هيزكونتاز ايتا بينتساميندوا» (اللغة والفكر) في هومبولت. (2007، UEU) و«فولكسجيست». «هيري غوغوا (فولكسجيست. شخصية قومية) (2008، دارالكار للنشر). في هذه الثلاثية، يُظهر جوكس أزورمندي بعضًا من أفكاره الهامة.

## أسلوبه في الكتابة
يجمع جوكس أزورميندي من لغته، بين سجل ثقافي تعليمي إلى جانب تعبيرات من اللغة العامة المَحكيّة، إذ تُعتبر كتابته النثرية سريعة ولاسعة وساخرة. تُعتبر لغته الباسكية حديثة وفصيحة ويُظهر معرفة كبيرة باللغة، إلى جانب غنى وتنوع في التعابير التي يستخدمها.

## الجوائز والتقديرات
- 1976: جائزة أنديما إبيناغابيتيا عن عمله: اسبانيولاك ايتا اوسكالدوناك (بالباسكية:Espainolak eta (euskaldunak.
- 1978: جائزة إيرون هيريا عن عمله: ميراند إيتا كريستوتاسونا (الميراند والمسيحية).
- 1998: جائزة إيرون هيريا عن العمل: Teknikaren meditazioa (تأملات في التقنية).
- 2005: جائزة خوان سان مارتن عن عمله: هومبولت. اللغة والفكر (بالباسكية: Humboldt: Hizkuntza eta pentsamendua).
- 2010: جائزة أوسكادي ليتيراتورا ساريا في فئة المقالات، عن عمله: الأيام الأخيرة بصحبة غاندياغا (بالباسكية: Azken egunak Gandiagarekin).
- 2010: الأكاديمي الفخري من أكاديمية اللغة في إقليم الباسك.
- 2012: جائزة أوسكو إيكاسكونتاز.
- 2012: جائزة دابيلين إيليا.
- 2014: رقمنة عمل جوكس أزورمندي بالكامل من قِبَل مجلس جيبوزكوا.
- 2015: جائزة إسكادي ليتيراتورا ساريا في فئة المقالات، عن عمله: (التاريخ، العرق، الأمة)

## الأعمال
تحتوي قاعدة بيانات إينغوما للمجتمع الباسكي العلمي على أكثر من 180 نص مكتوب من قِبَل أزورمندي.

## المقالات
- اللغة والأعراق والماركسية، 1971، أوسكال إلكارغوا.
- كولاكوسكي، 1972، إي.إف.إيه: بالتعاون مع جوزيبا أريغوي.
- عن الحضارة البروليتارية، 1973، جاكين إي.إف.أيه.
- الثورة والأدب السوفييتي، 1975، جيرو مينساجيرو.
- الإنسان هو حيوان نقي، 1975، إي.إف.إيه.
- ماذا لدينا ضد أوريكس، 1976، إي.إف.إيه جاكين.
- ماذا لدينا لصالح أوريكس، 1977، إي.إف.إيه جاكين.
- الفن والمجتمع، 1978، هارانبورو.
- عن الواقعية الاشتراكية، 1978، هارانبورو.
- الميراند والمسيحية، 1978، جي.إيه.كي.
- الفكر السياسي لأرانا غويري، 1979، هورداغو لور.
- الدولية القومية والقومية الباسكية، 1979، هورداغو لور.
- رجل متعاون. فكر أزورمندي، 1984، لان كايد أوريزكيا.
- الفلسفة الشخصية والتعاون. فلسفة أريزميندياريتا، 1984، إي.إتش.يو.
- تشوبنهاور ونيتشه وسبينغار في فكر الميراند، 1989، سوسا.
- فكر الميراند، 1989، سوسا.
- الحري والسلم من منظور الحيوان الإنسان، 1991، إلكار.
- الإسبانيون والباسكيون، 1992، إلكار.
- مترجمة إلى الإسبانية: Los españoles y los euskaldunes، Hondarribia: Hiru، 1995
- كارلوس سانتاماريا. الأفكار والأعمال، 1994، مجلس جيبوزكوا (لم يُنشَر).
- الفكرة التعاونية: من خدمة المجتمع نحو خلق جديدو 1996، جيزابيديا فوندازيوا.
- الديمقراطيون والعنف، 1997، إلكار.
- تقنيات في التأمل، 1998، كوتيكسا فوندازيوا.
- شباب اليوم المجنون، 1998، إينبوليك.
- حقيقة كاتالان. الحقيقة البرتغالية، 1999، هيرو.
- أزمة إقليم الباسك، 1999، إلكار.
- العنف والحث عن قيم جديدة، 2001، هيرو.
- حضور نيتشه في الفكر الباسكي راميرو دي ميزتو وجون ميراند، 2002، أوسكاليريارين أديكيدين إلكارتيه.
- إييتين يالاباري. حول هذا الفكر، 1903 – 2003، 2003، إيغان.
- عن روح اسبانيا، 2006، إلكار.
- فولكسجيست. شخصية قومية، 2007، إلكار.
- هومبولت. اللغة والفكر، 2007، يو.إي.يو.
- الأيام الاخيرة بصحبة غاندياغو، 2009، إلكار.
- السلم في الحرب، 2012، تيكسالابارتا.
- التسامح والإدانة والتعذيب، 2012، إلكار.
- فكر كارلوس سانتاماريا، 2013، جاكين.
- التاريخ والعرق والدولة، 2014، إلكار.
- حول الحيوان الإنسان المتعاون، 2016، جاكين.
- اللغة والدولة والولاية، 2017، إلكار.
- السّود واليهود والباسكيون الآخرون، 2018، إلكار.
- تاريخ الفكر في بلاد الباسك، 2020، جاكين.